# Калье-де-ла-Тернера
Калье-де-ла-Тернера (исп. Calle de la Ternera) — улица в центре Мадрида, столицы Испании, расположенная в баррио Соль, район Сентро и пролегающая от Калье-де-лас-Навас-де-Толоса до Калье-де-Пресьядос .

## История
По словам Антонио де Капмани, раньше это была небольшая площадь, где стояли деревянные помосты, на которых выставлялись туши телят, поставлявшиеся в город. Иларио Пеньяско де ла Пуэнте и Карлос Камбронеро отмечают, что раньше на улице традиционно продавалась телятина, а позднее эта торговля была перенесена на Костанилью-де-Сантьяго. Этот последний факт подтверждает и Капмани.
На плане Мадрида, созданном порутгальским картографом Педру Тейшейрой в 1656 году, Калье-де-ла-Тернера обозначена как «Алатае» (исп. Alatae), что Пеньяско де ла Пуэнте и Камбронеро интерпретируют как ошибку, а на плане Эспиносы она уже имеет название «Тернера». На протяжении всей истории она также носила название «Ковадонга» (исп. Covadonga). В 1889 году на улице стояли частные дома, строившиеся начиная с 1745 года. В конце XIX века улица начиналась от Калье-де-ла-Сартен (5 мая 1900 года была переименована в Калье-де-лас-Навас-де-Толоса), а заканчивалась у Калье-де-Пресьядос.
В главной комнате дома номер 5 по этой улице, который до 1885 года принадлежал Хосе де лос Аркосу, умер Луис Даоис, герой восстания 2 мая 1808 года в Мадриде. Это случилось через четыре часа после перевода туда из-за ран, полученных им в Артиллерийском парке. На фасаде этого дома в 1868 году была установлена мемориальная доска, на которой написано:

В главной комнате этого дома жил и умер капитан артиллерии Д. Луис Даоис, смертельно раненный при защите независимости Испании в парке Монтелеон 2 мая 1808 года.
Оригинальный текст (исп.)En el cuarto principal de esta casa vivió y murió el capitán de artillería D. Luis Daoiz, herido mortalmente en defensa de la independencia española, en el parque de Monteleón, el día 2 de mayo de 1808.

В XX веке в доме № 6 на Калье-де-ла-Тернера располагался ресторан El Callejón, который в 1950-х годах часто посещали Эрнест Хемингуэй и его четвёртая жена.

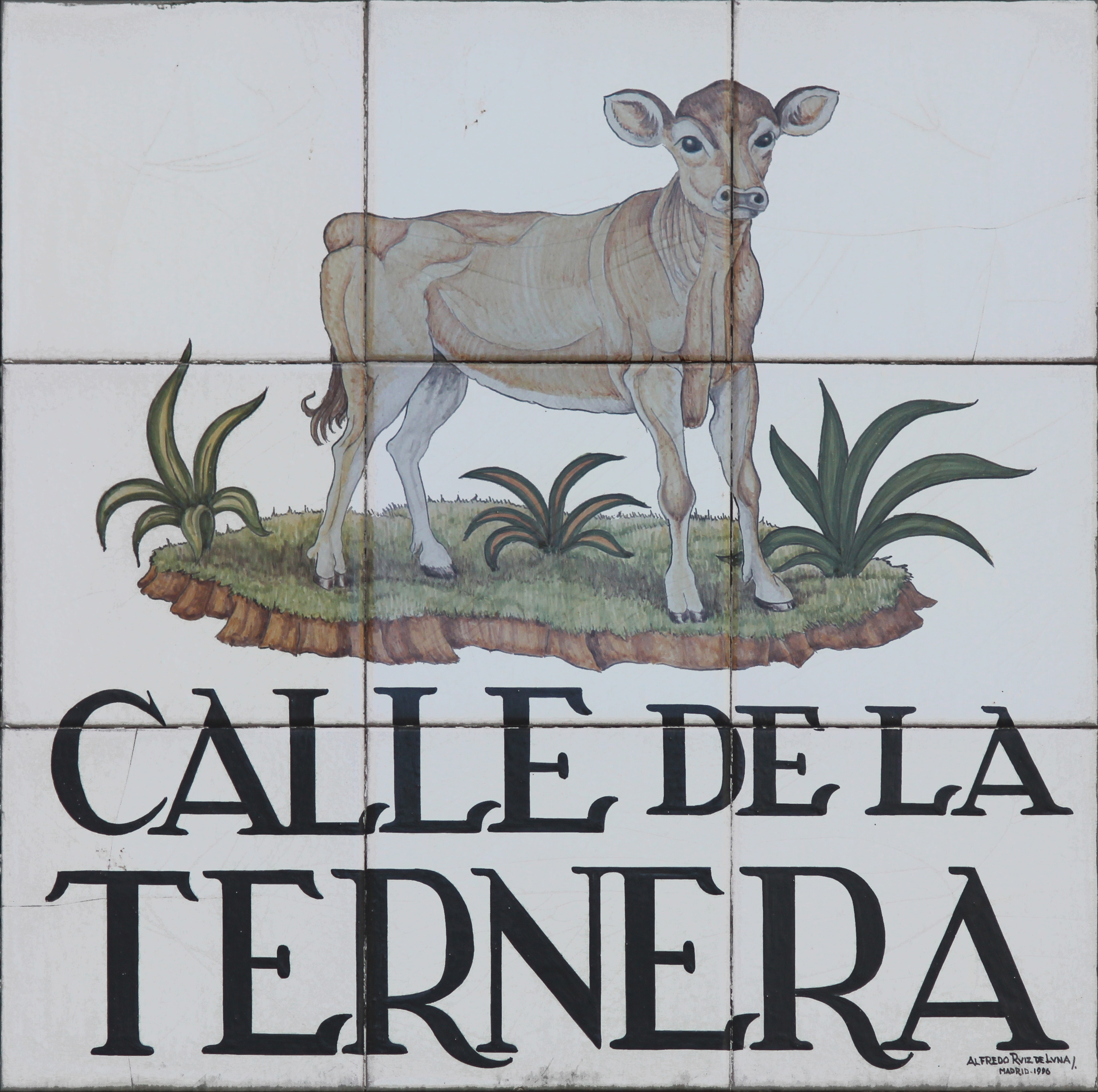
Табличка с названием улицы, работа керамиста Альфредо Руиса де Луны[исп.].
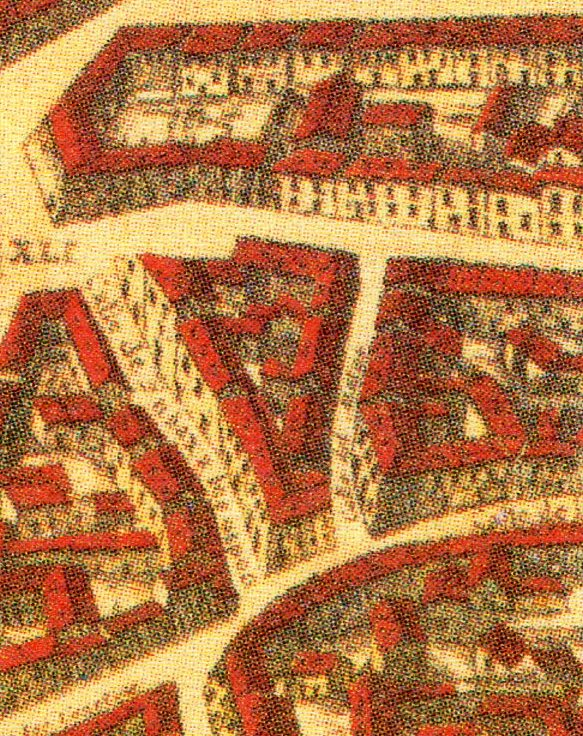
Калье-де-ла-Тернера на плане Тейшейры[исп.] 1656 ujlf (в центре изображения, вторая слева, в направлении на север).
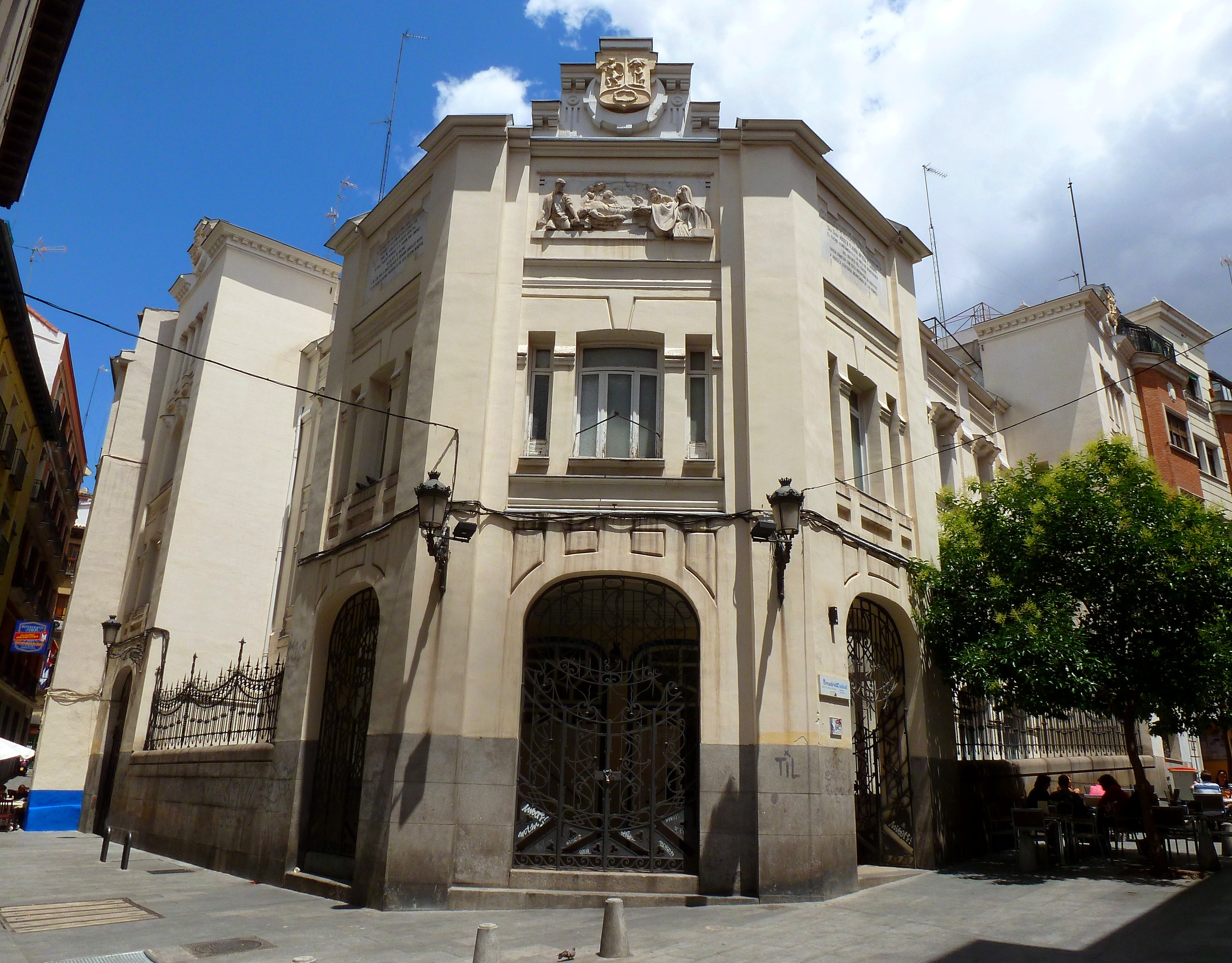
Каса-де-Сокорро-дель-Дистрито-Сентро[исп.] (Дом милосердия) на углу Калье-де-ла-Тернера и Калье-де-лас-Навас-де-Толоса[исп.]
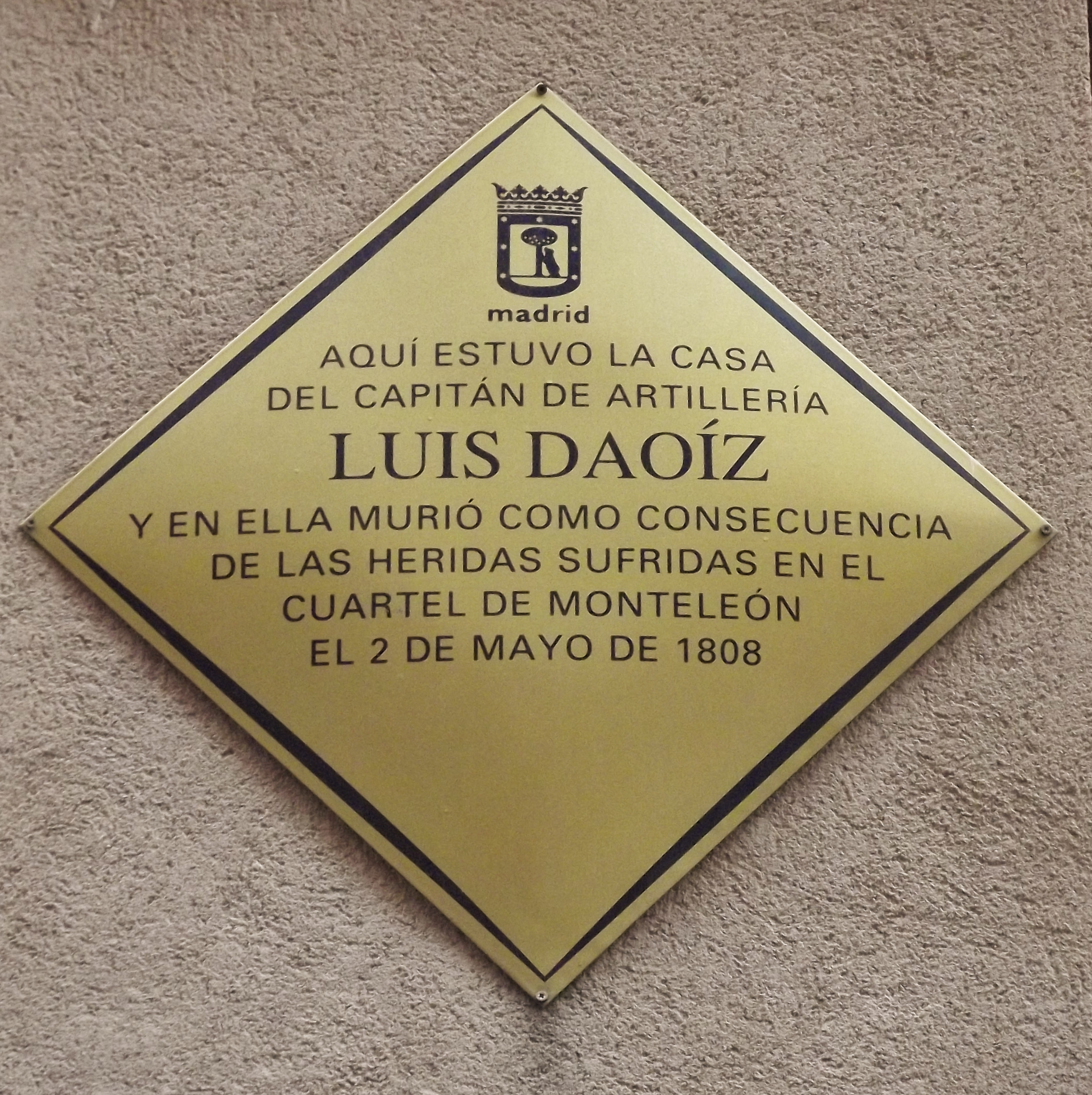
Мемориальная доска, посвящённая Луису Даоису[исп.].